# Голокост у Кременці
Голокост у Кременці — систематичне винищення євреїв на території міста Кременця, окупованого нацистською Німеччиною у роки Другої світової війни.

## Чисельність єврейського населення Кременця до нацистської окупації
Станом на 1921 р. у Кременці проживало 6 616 євреїв, на 1931 р. — уже 7 256. Чисельність єврейського населення в Кременці на момент початку війни між Третім Райхом та Радянським Союзом оцінюється у 8,5 тис. осіб. Кілька сотень із них встигли евакуюватися.

## Початок антиєврейського насильства (літо 1941р.)
Першим проявом антиєврейського насильства після окупації міста 3 липня 1941 р. став погром, активну участь у якому взяло місцеве неєврейське населення. Євреїв, затриманих у будинках та у чергах за хлібом, конвоювали до місцевої в'язниці, де було виявлено тіла політичних в'язнів, розстріляних НКВС. Подальші події описав на сторінках рівненської окупаційної газети «Волинь» один зі свідків:
«Юрби валять на в'язничне подвір'я. Під муром розкопують могилу. Коли я прийшов, вона вже була відкрита, із землі вже видобуто десятків два страдників. Їх кладуть рядком на землю. Копають і дістають ці дорогі останки людей — жиди… До розкопок місцеве населення зігнало жидів і то все таких, що були комуністами або різними донощиками».
В «Донесенні про події в СРСР № 28» від 20 липня 1941 р. повідомлялося:
«У Кременці росіяни вбили 100—150 українців. Частину цих українців було, очевидно, кинуто в котел з окропом; про це свідчить те, що на тілах при їхній ексгумації не було шкіри. В рамках самоочищення українців на знак помсти вбили кийками 130 євреїв».
За іншими даними, жертвами погрому стали від трьохсот до чотирьохсот чи навіть восьмисот осіб. За єврейськими свідченнями, його було припинено німецьким комендантом лише після того, як представники єврейської громади відвідали його з відповідними проханнями та подарунками. Серед іншого, погром супроводжувався також грабунками єврейського майна.
У другій половині липня 1941 р. було розстріляно біля трьохсот представників міської інтелігенції, значну частину яких становили євреї. Все свідчить про те, що це масове вбивство було вчинене військовослужбовцями Айнзацкоманди 5, яка перебувала у Кременці в цей час і, зокрема, заволоділа тут документацією НКВС. Очевидно, що вони ж ініціювали спалення міської синагоги. (Фото_1_з посиланням на джерело) При цьому членів Кременецького юденрату змусили підписати спеціальний документ про те, що пожежу буцімто спричинили самі євреї. Пізніше, за наказом гебітскомісара Міллєра, євреїв змусили повністю розібрати руїни синагоги, а на її місці посадити траву. При цьому кілька осіб загинуло під завалами.

## Створення Кременецького гетто
1 лютого 1942 р. у газеті «Крем'янецький вісник» було опубліковано розпорядження гебітскомісара Міллєра наступного змісту:
«Всі жидівські мешканці м. Кремянця і його районів є зобов'язані до 28 лютого 1942 р. перепровадитися до помешкань, визначених їм жидівською радою в Кремянці.
1. Прикази жидівської ради, скеровані до жидів для приспішення розміщення, мусять бути виконані цілковито.
2. Жиди з міста Кремянця і районів, котрі будуть противитися розпорядженням під пункт. ч. 1 і 2 або будуть хотіти виїхати на село — будуть покарані якнайбільш суворо.
3. Хто буде помагати або переховувати жидів, які будуть уникати обов'язку переміщення — буде негайно арештований.
4. Без мого листовного дозволу не вільно нікому війти до будинку ані на подвір'я, яке звільнили жиди. Грабіж та крадіж в таких будинках будуть карані смертю».

Під гетто було відведено райони вулиць Кравецької, Гірської та Левінзона. Його було оточено 3-метровою дерев'яною огорожею. Туди змусили переселитися близько 8 тис. місцевих євреїв. (Фото_2_з посил. На джерело) Їх використовували для виконання різних примусових робіт. Український політик і вчений Ігор Юхновський, який під час нацистської окупації проживав у Кременці, згадував про це:
«Усередині гетто формували робітничі групи, котрі виконували потрібні роботи в місті. Пам'ятаю, навіть у нас ґанок робили двоє євреїв-столярів, причому зробили дуже добре. Вони приходили зранку, а на вечір мусили вертатися в гетто».
Подібні контакти євреїв із рештою місцевого населення викликали занепокоєння нацистської окупаційної адміністрації. Так, гебітскомісар Міллєр 10 квітня 1942 р. розпоряджався:
«Нераз стверджено, що жиди, які працюють поза жидівською дільницею, намагаються увійти в зв'язок з арійським населенням. Тому що жиди при цій нагоді намагаються діяти як контрабандисти, спекулянти та політичні підбурювачі, забороняю цілому арійському населенню Кремянецької округи балакати з жидами та навіть хвилево дозволяти їм вступу до своїх помешкань.

Мешканці-арійці, які дають працю жидам, присланим жидівською радою, всі розмови мусять обмежити до найбільш конечних. Хто не буде зважати на це розпорядження — мусить бути приготований на охоронну в'язницю».

## Масові вбивства (літо–осінь 1942р.)
10 серпня 1942 р. розпочалася серія остаточних масових вбивств кременецьких євреїв. Вночі з 9 на 10 серпня 1942 р. німецькі жандарми та місцеві поліцейські оточили гетто. З числа євреїв, які в ньому утримувалися, було відібрано 1 200 кваліфікованих робітників, яких відконвоювали до казарм у сусідньому селі Білокриниця і залишили там під охороною місцевої поліції. Решту євреїв розстрілювали на колишньому військовому стрільбищі біля тієї ж Білокриниці. Кременецький підліток Роман Кравченко-Бережний 11 серпня 1942 р. зробив у своєму щоденнику наступний запис:
«Вивіз із гетто почався приблизно о третій годині ранку і продовжувався до пізньої ночі. Жахливе видовище! Ворота гетто широко відчинені, і за ними — черга приречених, по двоє в ряд».
Інший свідок, Ігор Юхновський, пригадував:
«Євреї стояли довжелезною шеренгою. Під'їжджали автомобілі, їх вантажили на автомобілі, наказували сісти на дно, пригнутися і закласти руки за шию. Їх везли геть за місто, до ровів, і там розстрілювали».
Безпосередньо до здійснення масового вбивства було залучено співробітників [СД], німецьких жандармів та місцевих поліцейських зі 102-го батальйону шуцманшафту, який дислокувався в казармах у Білокриниці. Зокрема 1-а, 2-а та 4-а роти з його складу займались оточенням гетто і конвоюванням євреїв до місця масового вбивства. Натомість 57 місцевих поліцейських зі складу 3-ї роти розширили старі траншеї на стрільбищі, утворивши яму 100 м довжиною та 5 м шириною, що й стала місцем масового поховання для кременецьких євреїв. Євген Коханівський, який служив в 3-й роті, свідчив 27 жовтня 1952 р. на допиті в МДБ:
«Через деякий час перша і друга сотні нашого батальйону на вантажівках привезли велику групу радянських громадян єврейської національності. Їх висадили на землю і частина цих двох сотень встали в оточення із завданням охороняти радянських громадян. Привезених радянських громадян німці неподалік від ям роздягали догола, цінності та одяг складали на купу, потім підводили до ям і вниз обличчям змушували їх лягати у ці ями. Після цього цих громадян німці розстрілювали в потилицю, потім приводили нову партію і таким же методом розстрілювали. Серед цих громадян були діти, старики і жінки. Масовий розстріл радянських громадян тоді продовжувався понад добу».
Ввечері того ж дня із числа 1 200 кваліфікованих робітників, які утримувалися в казармах у Білокриниці, було відібрано 600 осіб, яких теж розстріляли.
14 серпня 1942 р. таким же чином було вбито євреїв, виявлених у сховках на території гетто або затриманих при спробах втечі. Кравченко-Бережний записав цього дня у своєму щоденнику:
«Багато хто намагався втекти. Ще сьогодні лежать на вулиці три тіла, ніхто їх не прибирає. Жінку, яка ховалася на єврейському кладовищі, видали діти… вона спала. До чого можуть дійти люди, які бачили кров».
Загалом ці події справили сильне враження на місцеве неєврейське населення. Нацистські цензори, які опрацьовували листування між примусовими робітниками та їхніми сім'ями в Україні, наводили показову цитату з одного з листів:
«Жидів безжально переслідують. У Кременці жидів б'ють уже три дні».
Унтерштурмфюрер СС Зелм із СД у Рівному, підсумовуючи результати цих масових вбивств, інформував 15 серпня 1942 р., що загалом було вбито 6 402 єврея, у тому числі доставлених до Кременця вантажівками з сусіднього районного центру Великі Бережці. Серед вбитих було 2 322 чоловіки, 2 925 жінок та 1 155 дітей.
Наступний етап масового вбивства відбувся 16 серпня 1942 р., коли з числа кваліфікованих робітників у казармах у Білокриниці було відібрано дві групи — 200 шевців, яких перевели до в'язниці у Кременці, та ще 21 особа, яких залишено для ремонту казарм. Решту, до 400 осіб, розстріляли.
20 серпня 1942 р. відбулося масове вбивство євреїв, які до цього часу переховувались, а після затримання утримувались у Кременецькій в'язниці. Кравченко-Бережний у щоденниковому записі від 21 серпня 1941 р. занотував:
«Вчора розстріляли всіх, кого назбирали у в'язниці. Судити про число розстріляних можна тільки за тим, що після закінчення екзекуції із в'язниці везли п'ятитонку взуття, автомобіль було заповнено до країв».
Зелм 20 серпня 1941 р. інформував про точне число жертв цього масового вбивства -1 210 євреїв, серед яких 362 чоловіка, 848 жінок та дітей.
Останніх кваліфікованих робітників, що утримувалися у Кременецькій в'язниці, було вбито восени 1942 р..

## Порятунок кременецьких євреїв
Голокост пережили всього 20 кременецьких євреїв. Більшість із них уникли загибелі завдяки допомозі рятівників-неєвреїв. Так, Галина Сорочинська, медсестра та артистка міського театру, почала переховувати свого довоєнного знайомого Генрика Кота. Коли вона не змогла надалі надавати йому прихисток у власному будинку, то перенаправила до своєї подруги Олександри Тарасової. Там через деякий час до нього приєдналося ще семеро євреїв, зокрема Пінхас Кайтаг, Авраам Чацький, Това Тепер, Вова Ландесберг, Якуб Кот та інші. Опікуватись ними Тарасовій допомагала її подруга Марія Дессет, яка жила у неї і заробляла на життя пранням для німців. Спершу вони ховалися в окремій кімнаті, а потім у бункері, викопаному за допомогою Володимира, чоловіка Галини Сорочинської. Вова Ландесберг та Якуб Кот були одружені відповідно з полькою та німкенею, які жили в Кременці і постачали їм продукти та гроші. В результаті всі восьмеро євреїв врятувалися. Після війни Олександра Тарасова одружилась із одним з врятованих, Пінхасом Кайтагом, а в 1972 р. її було удостоєно звання Праведниці народів світу. У 1976 р. аналогічні звання отримали також Галина Сорочинська та Марія Дессет.